# Lycaenopsis
Lycaenopsis är ett släkte av fjärilar. Lycaenopsis ingår i familjen juvelvingar.

## Bildgalleri

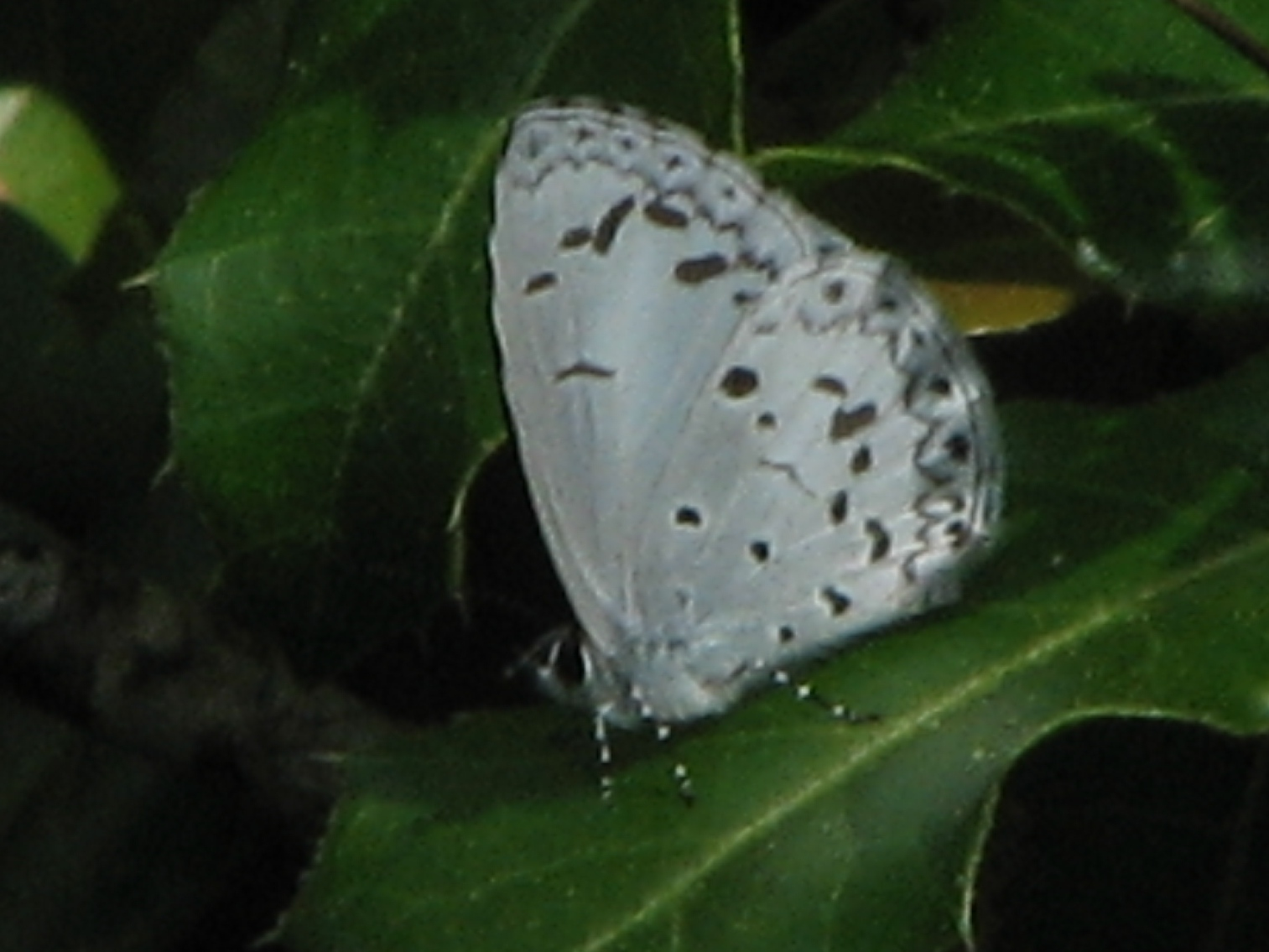
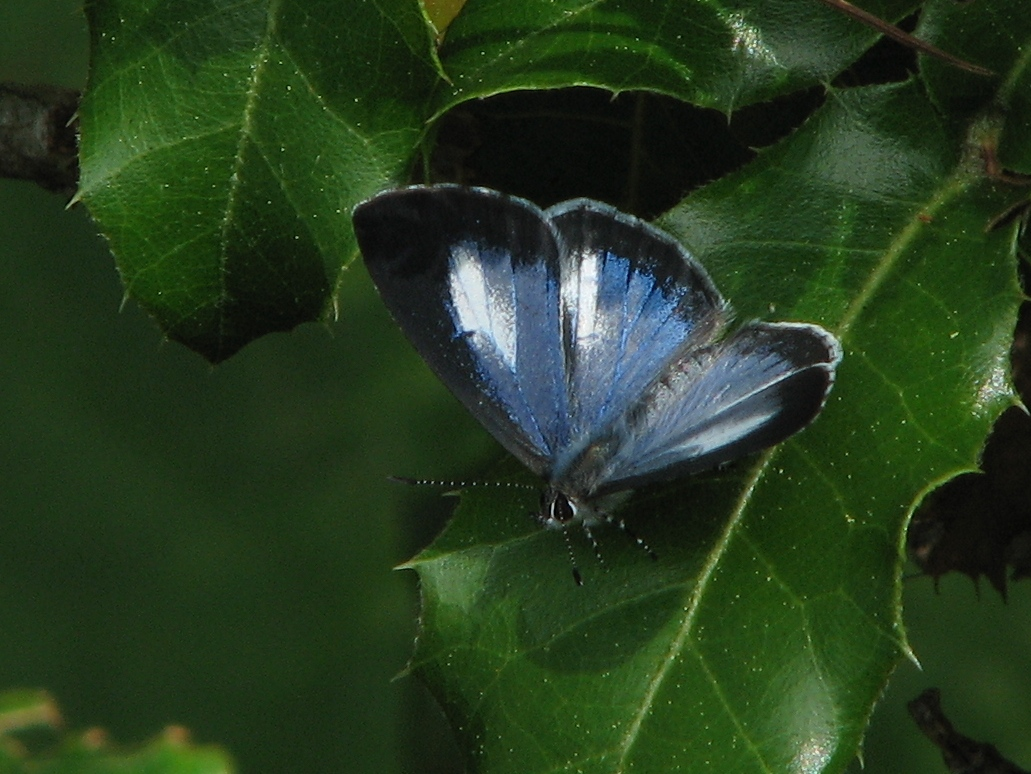

## Dottertaxa tillLycaenopsis, i alfabetisk ordning[1]
- Lycaenopsis amitra
- Lycaenopsis ananga
- Lycaenopsis annamitica
- Lycaenopsis archagathos
- Lycaenopsis artinia
- Lycaenopsis carnita
- Lycaenopsis chelaka
- Lycaenopsis cincta
- Lycaenopsis cinctata
- Lycaenopsis coalitoides
- Lycaenopsis cupidoides
- Lycaenopsis cynanae
- Lycaenopsis delapra
- Lycaenopsis dorothiana
- Lycaenopsis epicharma
- Lycaenopsis gazora
- Lycaenopsis haraldus
- Lycaenopsis hermarchus
- Lycaenopsis hermesianax
- Lycaenopsis holloway
- Lycaenopsis insulicola
- Lycaenopsis kadazanensis
- Lycaenopsis kaguya
- Lycaenopsis kashiwaii
- Lycaenopsis labranda
- Lycaenopsis latimargo
- Lycaenopsis limbatus
- Lycaenopsis lingga
- Lycaenopsis luzonensis
- Lycaenopsis lychorida
- Lycaenopsis marginata
- Lycaenopsis minima
- Lycaenopsis mirificus
- Lycaenopsis musinoides
- Lycaenopsis nedda
- Lycaenopsis nigerrimus
- Lycaenopsis penelope
- Lycaenopsis philippina
- Lycaenopsis phuste
- Lycaenopsis placidina
- Lycaenopsis prattorum
- Lycaenopsis proba
- Lycaenopsis renonga
- Lycaenopsis rifte
- Lycaenopsis russelli
- Lycaenopsis shonen
- Lycaenopsis sohmai
- Lycaenopsis strophis
- Lycaenopsis subcoalita
- Lycaenopsis transpectus
- Lycaenopsis tsukadai
- Lycaenopsis tyotaroi
- Lycaenopsis vesontia
- Lycaenopsis vulcanica
- Lycaenopsis yoshidai